# Te aviso, te anuncio (tango)
«Te aviso, te anuncio (tango)» —versión en inglés: «Objection (Tango)»— es una canción interpretada por la cantante y compositora colombiana Shakira, incluida originalmente en su quinto álbum de estudio, Servicio de lavandería (2001). Fue la primera pista compuesta en inglés por Shakira luego de que Gloria Estefan la incitara a grabar material en ese idioma. Fue producida por Shakira con la asistencia de Lester Méndez. Musicalmente, «Objection (Tango)» combina elementos de pop rock y tango e incorpora instrumentos tales como el bandoneón y la guitarra eléctrica. Líricamente,  la cantante tiene como objetivo poner fin a un triángulo amoroso del cual ella forma parte. La canción se lanzó como el tercer sencillo internacional del álbum, tanto en su versión en inglés como en español.
Tras su lanzamiento, la canción recibió reseñas generalmente positivas por parte de la crítica y una de las mejores canciones de la cantante. Comercialmente, obtuvo un éxito moderado a nivel internacional. En Australia, debutó en la segunda posición en septiembre de 2002. También alcanzó entrar en el top diez en Bélgica, Finlandia, Francia, Italia, Noruega, Países Bajos, Suecia y Suiza. Asimismo, recibió las certificaciones de platino y oro por parte de la Australian Recording Industry Association (ARIA) y la Syndicat National de l'Édition Phonographique (SNEP), respectivamente.
Para promocionar la canción, Dave Meyers dirigió un vídeo musical para ambas versiones. En este se ve a Shakira bailando tango y siguiendo a su novio, quien le es infiel con otra mujer. Adicionalmente, la cantante la interpretó durante los diferentes eventos, incluyendo la gala de los MTV Video Music Awards de 2002 y el Tour de la Mangosta (2002-2003). Pepsi la utilizó como banda sonora para uno de sus comerciales.

## Antecedentes y desarrollo

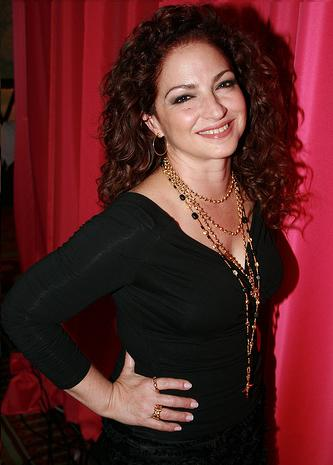
Gloria Estefan (en la imagen) influyó favorablemente en la decisión de que Shakira grabara un álbum en inglés.

En 1998, Shakira lanzó su segundo álbum de estudio con el sello Sony Music Latin titulado ¿Dónde están los ladrones?, que se convirtió en un gran éxito en América Latina y recibió certificaciones multiplatino en varios países como Argentina, Colombia, Chile, México y España. El álbum de pop latino influenciado por el rock en español generó comparaciones hacia el trabajo de la cantautora canadiense-estadounidense Alanis Morissette, y «abrió las puertas al mercado estadounidense», ya que duró once semanas en el número uno en la lista de Billboard Top Latin Albums. Se convirtió en el primer álbum de Shakira en recibir una certificación de platino por la Recording Industry Association of America (RIAA). Del álbum ¿Dónde están los ladrones? se desprende el sencillo «Ojos así», que fue reconocido como una canción insignia de Shakira.
La cantante estadounidense Gloria Estefan, cuyo esposo Emilio Estefan gestionaba la carrera de Shakira en ese momento, sintió que ella tenía potencial para un crossover en la industria del pop. Sin embargo, Shakira no se sentía cómoda al grabar canciones en inglés, ya que no era su lengua materna, por lo que Estefan se ofreció a traducir «Ojos así» con el fin de mostrarle que «podría traducirse». Shakira entonces comenzó a traducir la canción y respondió «honestamente, no puedo hacer esto mejor». Como Shakira quería tener el control total de sus grabaciones, ella decidió aprender ese idioma para que pudiera escribir sus propias canciones. Queriendo «encontrar una forma de expresar las ideas y sentimientos, historias del día a día en inglés», Shakira compró un diccionario de rimas, comenzó a analizar la letra de canciones de Bob Dylan, la lectura de la poesía y las obras de autores como Leonard Cohen y Walt Whitman y tomó clases con un tutor privado. «Objection (Tango)» se convirtió en la primera canción que Shakira escribió en inglés y en una entrevista con Faze, ella habló sobre el proceso de escritura de la canción, diciendo: «Yo oré y le pedí a Dios que me enviara una buena canción, y recuerdo que comencé a escribir la canción "Objection (Tango)" un par de horas después. Escribí la música y la letra, al mismo tiempo, y cuando eso sucede es realmente mágico para mí». Shakira también compuso la letra de la  versión en español, «Te aviso, te anuncio (Tango)».

### Publicación
La canción se lanzó como el tercer sencillo internacional de Servicio de lavandería, junto con su versión en español. La canción se publicó en los Estados Unidos el 6 de julio de 2002 en disco compacto. Posteriormente, el 27 de agosto del mismo año, otro CD se lanzó junto con «Underneath Your Clothes» y dos remezclas de «Objection (Tango)». En Australia se publicó un CD que constaba de las versiones en inglés y español además de una remezcla más el tema «Ciega, sordomuda». En diferentes regiones de Europa, se lanzaron un maxi sencillo y un disco de 12 pulgadas. Estas ediciones contenían la versión de álbum de «Objection (Tango)» y dos remezclas diferentes. En el Reino Unido, un CD mejorado con el vídeo musical se publicó en agosto de 2002. «Te aviso, te anuncio (tango)» se incluyó en el tercer álbum recopilatorio de Shakira, titulado Grandes éxitos (2002).

## Descripción

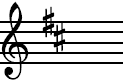
Armadura de si menor, tonalidad en la que está compuesta la canción.

«Objection (Tango)» es una canción de pop latino que combina elementos de pop rock y tango con una duración de tres minutos con cuarenta y cuatro segundos. De acuerdo con la partitura publicada en Musicnotes.com por Sony/ATV Music Publishing, está compuesta en la tonalidad de si menor con un tempo moderado de 66 pulsaciones por minuto. El rango vocal de Shakira abarca desde la nota mi2 hasta si3. «Objection (Tango)» contiene en su instrumentación el bandoneón, que se interpreta a una «velocidad vertiginosa», y también cuenta con un solo de guitarra «rasgueoso». Líricamente, es dramática y humorística ya que en ella se centra el interés de no pertenecer a un triángulo amoroso. También está considerada un himno feminista en donde pone en duda la decisión de elegir de su pareja. La canción empieza con las líneas It's not her fault that she's so irresistible / but all the damage she's caused isn't fixable (en español: «No es su culpa que ella sea irresistible / pero todo el daño que causó es irreparable»). Durante la segunda estrofa se describe una «valiente declaración»: Next to her cheap silicon I look minimal / That's why in front of your eyes I'm invisible / But you gotta know small things also count («Al lado de su silicona barata me veo mínima / Por eso en frente de tus ojos soy invisible / Pero tienes que saber las cosas pequeñas también cuentan»). Durante el puente de la canción, Shakira canta unos versos de rap e instruye a su amante para acabar con el triángulo amoroso, declarando que el «tango no es para tres, [y] nunca fue destinado a serlo».

## Recepción

### Crítica

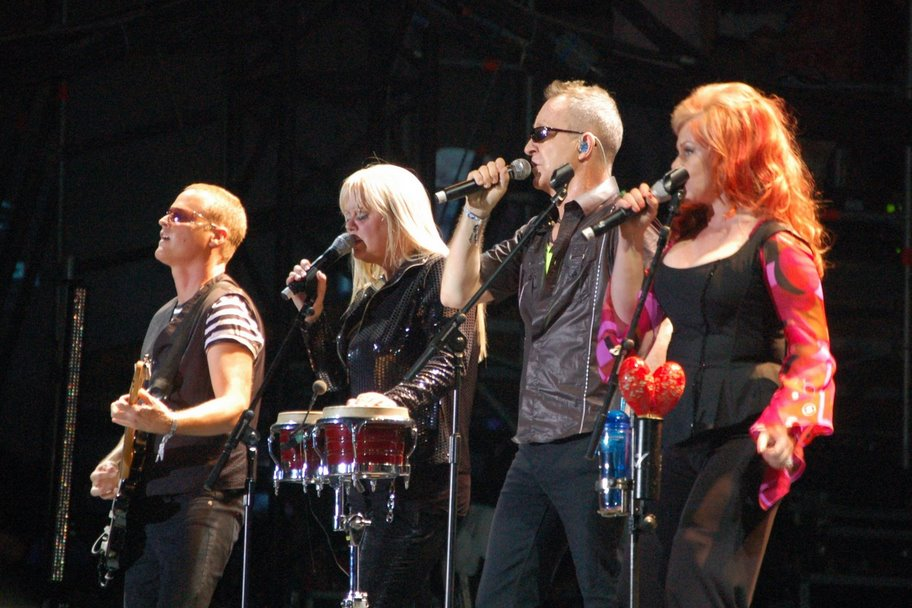
La canción recibió comparaciones con la banda estadounidense The B-52's.

Alex Henderson de AllMusic la seleccionó como una de las pistas destacadas del álbum y comentó que en la canción, «Shakira combina con éxito el pop/rock con [...] el tango». Chuck Taylor de Billboard dio una opinión muy positiva, elogiando la entrega vocal de Shakira, el puente hablado y su sonido agradable de radio, diciendo que está «perfectamente sincronizada para los días de karaoke de verano y agrega combustible a la hoguera que este talento afable [Shakira] ha encendido». Taylor comparó la canción con el tema del cantante puertorriqueño Ricky Martin «Livin' la vida loca» de 1999 y con canciones de la banda estadounidense The B-52's. Alexis Petridis de The Guardian eligió a «Objection (Tango)» como un ejemplo de estilo inusual de Shakira en la producción y opinó que suena como a B-52's «con un combo de recepción de la boda [sic]». Matt Cibula de PopMatters felicitó la composición de Shakira y la llamó una «rockcraft fina con drama y un [poco] sentido del humor». También elogió el puente de la canción, al alegar que «el pequeño descanso semi-rap [...] es divertido como el infierno». Lisa Oliver de Yahoo! Music sintió que la canción era el «lado atractivo» del álbum.
En la entrega número 18 de los Internacional Dance Music Awards del 2003, «Objection (Tango)» estuvo nominada en la categoría mejor canción de baile de latina», pero perdió ante «Dance Dance (The Mexican)» de Thalía. Shakira y Méndez ganaron el premio a mejor composición por «Te aviso, te anuncio (Tango)» en los premios BMI Latino de 2003. En los premios Grammy Latinos de 2003, también estuvo nominada como mejor canción rock, sin embargo el galardón fue entregado a Juanes por su tema «Mala Gente».

### Comercial
Aunque el tema no fue un triunfo comercial como sus antecesores «Whenever, Wherever» y «Underneath Your Clothes», tuvo un buen logro en las listas de éxitos musicales. En Bélgica, la canción se convirtió en el tercer top diez en las listas Ultratop 50 y Ultratop 40, luego de ocupar los puestos nueve y ocho, respectivamente. En Francia, «Objection (Tango)» debutó en la posición treinta y uno y llegó a la décima casilla siete semanas después en la lista de sencillos de la SNEP. Duró 24 semanas en la lista, y luego la SNEP la certificó con disco de oro por 250 000 ejemplares vendidos en ese país. «Objection (Tango)» logró el número uno en la lista airplay de Mahasz por cincuenta y cuatro semanas, convirtiéndose en el sencillo de Shakira con más duración allí. En otro países de Europa, la canción alcanzó entrar en la veinte primeras posiciones en países como Austria, Dinamarca, Finlandia, Irlanda, Italia, Noruega (donde ganó disco de oro), Países Bajos, Reino Unido, Suecia y Suiza.
En Australia, «Objection (Tango)» se convirtió en un éxito, debutando en el número dos del ARIA Singles Chart durante tres semanas, por detrás de «Complicated» de la artista canadiense Avril Lavigne y por «The Logical Song» de la banda alemana Scooter. La canción duró 18 semanas en la lista musical. La Australian Recording Industry Association (ARIA) certificó la canción con disco de platino por 70 000 copias vendidas ene se país. También fue el tercer sencillo consecutivo de Shakira en rebicir dicha certificación. En Nueva Zelanda llegó al octavo lugar en la lista de sencillos de la RIANZ.
En Estados Unidos, «Objection (Tango)» tuvo un éxito moderado en las listas de Billboard. En el Hot 100, la canción fue el último sencillo de Servicio de lavandería en aparecer en la lista, donde llegó a ocupar el puesto número cincuenta y cinco. También ocupó el puesto veintiuno en el Top 40 Mainstream, y el veinticinco en el Hot Dance Club Songs. Sin embargo, la versión en español, «Te aviso, te anuncio (Tango)», también entró en varias listas de música latina. Ocupó la posición dieciséis en la lista Hot Latin Songs, el número siete en el Latin Pop Songs y el diez en el Tropical Songs.

## Promoción

### Video musical

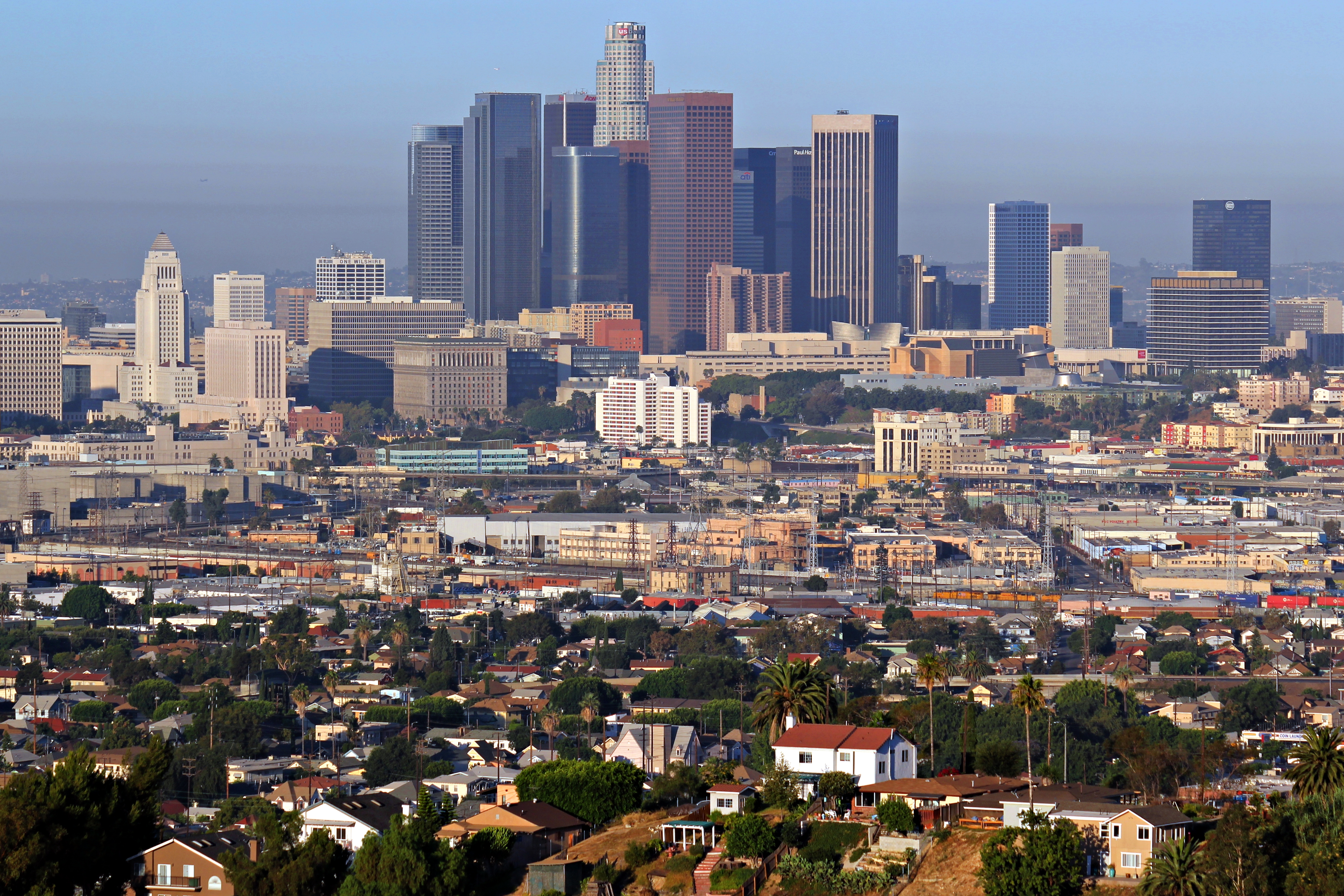
El video musical se rodó en el centro de Los Ángeles.

Dave Meyers dirigió el vídeo musical de «Objection (Tango)», mientras que Tina Landon se encargó de la coreografía. El video se rodó durante los días 20 y 21 de mayo de 2002 en el Hotel Figueroa en el centro de Los Ángeles. Ruddy Sánchez y Tabitha Taylor interpretaron al novio de Shakira y a la otra mujer, respectivamente. Shakira mencionó que había sentido interés hacia el tango tras una estadía en Buenos Aires, Argentina, dónde tuvo la oportunidad de ensayarlo. «Tras sentir la experiencia del tango, estaba tan enamorada de él. Es una forma tan pasional y hermosa de arte», comentó la cantante. El video se estrenó en MTV luego de que se publicara el detrás de escenas en la producción del vídeo en la novena temporada de Making the Video. El video también se incluyó en la reedición de Servicio de lavandería, titulada Laundry Service: Washed & Dried. De igual forma se produjo una versión para «Te aviso, te anuncio (Tango)». El video musical alcanzó el número 1 en el programa de MTV Total Request Live.

### Presentaciones, uso en los medios y versión
Como parte de la promoción de Servicio de lavandería, Shakira interpretó «Objection (Tango)» durante varios eventos. La cantante presentó el tema en los World Music Awards de 2002 en Montecarlo, Mónaco. Asimismo también Shakira la cantó durante el programa alemán Wetten, dass..?. El 29 de agosto de 2002, Shakira cantó «Objection (Tango)» en los MTV Video Music Awards de 2002 en Nueva York. Donde en vez de tango, la interpretación fue inspirada en la samba contando además con un gran número de percusionistas en el espectáculo. Shakira incorporó la danza del vientre en el acto. Cerca del final de la presentación Shakira se lanzó de espaldas hacia la multitud, y rápidamente regresó al escenario sin perder ninguna línea de la canción. Jon Wiederhorn de MTV News elogió a Shakira y su presencia en el escenario. La canción fue incluida en el repertorio del Tour de la Mangosta, la primera gira mundial de Shakira, en donde también se realizó la versión samba, que fue la última actuación antes del encore. Corey Moss de MTV News opinó que «se presentó la mejor danza del vientre de Shakira y estaba la audiencia gritando para hacer una repetición». Steven Balting de Rolling Stone seleccionó la interpretación como uno de los mejores momentos del concierto diciendo: «rodeándose con tambores del bongo durante "Objection (Tango)" o retorciéndose en el suelo durante  "Estoy aquí" encarnó toda la ostentación y el encanto del buen pasado de moda rock and roll».
Como parte del patrocinio global y un acuerdo de publicidad con la empresa multinacional Pepsico, para promover la gaseosa carbonatada de Pepsi, Shakira protagonizó un comercial para la compañía titulada Dare for More (2004). En él se ve a la cantante bailando «Objection (Tango)» acompañada de un empleado de una tienda de abarrotes. También se lanzó un comercial en español, con la pista de «Te aviso, te anuncio (tango». El director de marketing urbano de Pepsi-Cola Charlee Taylor-Hines dijo «Shakira no sólo es una talentosa cantante/compositora, también es una modelo a seguir que expresa los sentimientos de una nueva generación de jóvenes latinos».
En la entrega de los Premios Grammy Latinos del año 2011, el dúo español Estopa versionó «Te aviso, te anuncio (Tango)» en rumba flamenca como parte del homenaje que le rindieron a Shakira como la personaje del año.

## Formatos y lista de canciones
| Disco compacto |                                        |          |  |
| N.º            | Título                                 | Duración |  |
| 1.             | «Objection (Tango)» (versión editada)  | 3:29     |  |
| 2.             | «Objection (Tango)» (versión de álbum) | 3:42     |  |

| Disco compacto |                                                       |          |  |
| N.º            | Título                                                | Duración |  |
| 1.             | «Objection (Tango)» (versión de álbum)                | 3:42     |  |
| 2.             | «Underneath Your Clothes» (versión de álbum)          | 3:42     |  |
| 3.             | «Objection (Tango)» (Kupper's Deep Future Radio Edit) | 4:26     |  |
| 4.             | «Objection (Tango)» (Jellybean Mix)                   | 7:56     |  |
| 5.             | «Ciega, sordomuda» (solo en Australia)                | 4:29     |  |

| Disco compacto |                                                       |          |  |
| N.º            | Título                                                | Duración |  |
| 1.             | «Objection (Tango)» (versión de álbum)                | 3:42     |  |
| 2.             | «Objection (Tango)» (Kupper's Deep Future Radio Edit) | 4:26     |  |
| 3.             | «Underneath Your Clothes» (versión acústica)          | 3:09     |  |

| Maxisencillo y 12" |                                                              |          |  |
| N.º                | Título                                                       | Duración |  |
| 1.                 | «Objection (Tango)» (versión de álbum)                       | 3:42     |  |
| 2.                 | «Objection (Tango)» (Jellybean's Funhouse Mix)               | 7:55     |  |
| 3.                 | «Te aviso, te anuncio (Tango)» (Gigi D'Agostino Psico Remix) | 6:10     |  |
| 4.                 | «Objection (Tango)» (vídeo musical) (solo en maxisencillo)   | 3:42     |  |

| CD mejorado |                                                              |          |  |
| N.º         | Título                                                       | Duración |  |
| 1.          | «Objection (Tango)» (versión editada)                        | 3:29     |  |
| 2.          | «Objection (Tango)» (versión de álbum)                       | 3:42     |  |
| 3.          | «Objection (Tango)» (Kupper's Deep Future Radio Edit)        | 3:26     |  |
| 4.          | «Te aviso, te anuncio (Tango)» (Gigi D'Agostino Psico Remix) | 6:10     |  |
| 5.          | «Objection (Tango)» (vídeo musical)                          | 3:42     |  |

## Posicionamiento en las listas

### Semanales
| Alemania          | Media Control Charts       | 19 | [ 64 ] |
| Australia         | Australian Singles Chart   | 2  | [ 35 ] |
| Austria           | Ö3 Austria Top 40          | 12 | [ 65 ] |
| Bélgica (Flandes) | Ultratop 50                | 9  | [ 25 ] |
| Bélgica (Valonia) | Ultratop 40                | 8  | [ 26 ] |
| Dinamarca         | Tracklisten                | 20 | [ 66 ] |
| Escocia           | Scottish Singles Charts    | 11 | [ 67 ] |
| Estados Unidos    | Billboard Hot 100          | 55 | [ 40 ] |
| Estados Unidos    | Dance/Club Play Songs      | 25 | [ 42 ] |
| Estados Unidos    | Top Latin Songs            | 16 | [ 43 ] |
| Estados Unidos    | Latin Pop Songs            | 7  | [ 44 ] |
| Estados Unidos    | Latin Tropical/Salsa Songs | 10 | [ 45 ] |
| Estados Unidos    | Top 40 Mainstream          | 21 | [ 41 ] |
| Finlandia         | Suomen virallinen lista    | 10 | [ 68 ] |
| Francia           | SNEP                       | 10 | [ 27 ] |
| Hungría           | Mahasz                     | 16 | [ 29 ] |
| Hungría           | Mahasz Airplay             | 1  | [ 29 ] |
| Irlanda           | Irish Singles Chart        | 12 | [ 69 ] |
| Italia            | Italian Singles Chart      | 6  | [ 30 ] |
| Noruega           | VG-lista                   | 8  | [ 70 ] |
| Nueva Zelanda     | RIANZ                      | 8  | [ 39 ] |
| Países Bajos      | Dutch Top 40               | 5  | [ 32 ] |
| Reino Unido       | UK Singles Chart           | 17 | [ 71 ] |
| Suecia            | Sverigetopplistan          | 7  | [ 34 ] |
| Suiza             | Schweizer Hitparade        | 8  | [ 72 ] |

### Anuales
| Australia         | Australian Singles Chart | 44 | [ 73 ] |
| Bélgica (Flandes) | Ultratop 50              | 97 | [ 74 ] |
| Países Bajos      | Dutch Top 40             | 64 | [ 75 ] |

| Bélgica (Valonia) | Ultratop 40         | 58 | [ 76 ] |
| Francia           | SNEP                | 43 | [ 77 ] |
| Suiza             | Schweizer Hitparade | 86 | [ 78 ] |

### Certificaciones
| País        | Organismo certificador | Certificación | Simbolización | Ref.   |
| ----------- | ---------------------- | ------------- | ------------- | ------ |
| Australia   | ARIA                   | Platino       | ▲             | [ 38 ] |
| Francia     | SNEP                   | Oro           | ●             | [ 28 ] |
| Noruega     | IFPI — Noruega         | Oro           | ●             | [ 31 ] |
| Reino Unido | BMI                    | 80,000        | ●             |        |

## Premios y nominaciones
| Año  | Premio                           | Categoría           | Resultado | Ref.   |
| ---- | -------------------------------- | ------------------- | --------- | ------ |
| 2003 | International Dance Music Awards | Mejor canción dance | Nominada  | [ 22 ] |
| 2003 | BMI Awards Latino                | Mejor composición   | Ganador   | [ 23 ] |
| 2003 | Premios Grammy Latinos 2003      | Mejor canción Rock  | Nominada  | [ 24 ] |